# Нин Гуанъю
Нин Гуанъю (кит. 寧光友; род. 15 декабря 1981, Цанчжоу) — китайский боец смешанного стиля, представитель легчайшей и полулёгкой весовых категорий. Выступает на профессиональном уровне начиная с 2007 года, известен по участию в турнирах таких бойцовских организаций как UFC и Art of War, победитель бойцовского реалити-шоу The Ultimate Fighter.

## Биография
Нин Гуанъю родился 15 декабря 1981 года в городском округе Цанчжоу провинции Хэбэй.

### Начало профессиональной карьеры
Дебютировал в смешанных единоборствах на профессиональном уровне в сентябре 2007 года, при этом первый его бой продлился всё отведённое время и закончился ничьей. Вначале в основном дрался в местном китайском промоушене Art of War Fighting Championship, где одержал две победы и потерпел одно поражение — вынужден был сдаться корейцу Кан Кён Хо, попавшись в удушающий приём «треугольник».
Также выступал в таких организациях как Legend Fighting Championship и RUFF.

### The Ultimate Fighter
Осенью 2013 года Нин попал в число участников первого китайского сезона бойцовского реалити-шоу The Ultimate Fighter, присоединился к команде «Небесные драконы» под предводительством известного китайского бойца Чжана Тецюаня. В полулёгкой весовой категории благополучно преодолел стадии четвертьфиналов и полуфиналов, отправив в нокаут обоих своих соперников.
Финальный поединок шоу пришлось перенести из-за травмы другого финалиста Яна Цзяньпина. В итоге финал состоялся в августе 2014 года и продлился все три раунда — судьи единогласно отдали победу Нин Гуанъю. Благодаря успеху на TUF китайский боец удостоился эксклюзивного контракта с крупнейшей бойцовской организацией мира Ultimate Fighting Championship.

### Ultimate Fighting Championship
Для выступлений в UFC Нин решил спуститься в легчайшую весовую категорию, и это принесло свои плоды, так, в мае 2015 года он техническим нокаутом выиграл у представителя Сингапура Ройстона Ви.
Дальнейшая его карьера в организации сложилась не очень удачно, последовало поражение от мексиканца Марко Бельтрана.
На август 2016 года планировался бой против бразильца Марлона Веры, который должен был пройти на большом номерном турнире  UFC 202, однако этот бой пришлось отменить, так как Нин провалил допинг-тест, сделанный в мае во внесоревновательный период — в пробе китайского бойца были обнаружены следы запрещённого вещества кленбутерола. Позже Антидопинговое агентство США установило, что кленбутерол мог попасть в его организм с китайским мясом, и решило не применять к нему каких-либо санкций. Поединок с Верой затем переносился ещё раз, поскольку у Нина возникли проблемы с визой, и состоялся только в ноябре — в конечном счёте бразилец выиграл единогласным судейским решением судей. Руководство UFC не стало продлевать контракт с Нин Гуанъю, и в мае 2017 года он покинул организацию.

## Статистика в профессиональном ММА
| Боёв 10  | Побед 5 | Поражений 4 |
| -------- | ------- | ----------- |
| Нокаутом | 3       | 0           |
| Сдачей   | 1       | 1           |
| Решением | 1       | 3           |
| Ничьи    | 1       | 1           |

| Результат | Рекорд | Соперник            | Способ                 | Турнир                                 | Дата             | Раунд | Время | Место               | Примечание                                                      |
| --------- | ------ | ------------------- | ---------------------- | -------------------------------------- | ---------------- | ----- | ----- | ------------------- | --------------------------------------------------------------- |
| Поражение | 5-4-1  | Марлон Вера         | Единогласное решение   | UFC Fight Night: Whittaker vs. Brunson | 27 ноября 2016   | 3     | 5:00  | Мельбурн, Австралия | Бой в полулёгком весе.                                          |
| Поражение | 5-3-1  | Марко Бельтран      | Раздельное решение     | UFC Fight Night: Henderson vs Masvidal | 28 ноября 2015   | 3     | 5:00  | Сеул, Южная Корея   |                                                                 |
| Победа    | 5-2-1  | Ройстон Ви          | TKO (удары руками)     | UFC Fight Night: Edgar vs Faber        | 16 мая 2015      | 2     | 4:59  | Манила, Филиппины   | Дебют в легчайшем весе; Ви не сделал вес.                       |
| Победа    | 4-2-1  | Цзяньпин Ян         | Единогласное решение   | UFC Fight Night: Bisping vs Le         | 23 августа 2014  | 3     | 5:00  | Макао, Китай        | Стал победителем The Ultimate Fighter: China в полулёгком весе. |
| Победа    | 3-2-1  | Чжоувэнь Цзян       | TKO (удары руками)     | RUFF 9                                 | 18 мая 2013      | 2     | 1:43  | Санья, Китай        |                                                                 |
| Поражение | 2-2-1  | Квон А Сол          | Единогласное решение   | Legend Fighting Championship 3         | 24 сентября 2010 | 3     | 5:00  | Гонконг, Китай      |                                                                 |
| Поражение | 2-1-1  | Кан Кён Хо          | Сдача (треугольник)    | Art of War Fighting Championship 13    | 18 июля 2009     | 1     | 7:34  | Пекин, Китай        |                                                                 |
| Победа    | 2-0-1  | Сиройиддин Изакбаев | Сдача (удушение сзади) | Art of War Fighting Championship 12    | 23 мая 2009      | 1     | 4:51  | Пекин, Китай        |                                                                 |
| Победа    | 1-0-1  | Кадзуто Сэнга       | TKO (удары руками)     | Art of War Fighting Championship 11    | 22 марта 2009    | 1     | 2:13  | Пекин, Китай        |                                                                 |
| Ничья     | 0-0-1  | Юань Лун            | Ничья                  | Art of War Fighting Championship 8     | 22 сентября 2007 | 1     | 15:00 | Пекин, Китай        |                                                                 |